# فريدريش أدلر
فريدريش أدلر (بالألمانية: Friedrich Adler )‏ (و. 1879 – 1960) هو سياسي، وصحفي اشتراكي نمساوي، ولد في فيينا، كان عضوًا في حزب النمسا الاجتماعي الديمقراطي، توفي في زيورخ، عن عمر يناهز 81 عاماً، وهو ابن السياسي النمساوي فيكتور آدلر.

## نشأته ودراسته
ولد فريدريش آدلر في 9 تموز/يوليه 1879 في فيينا، وهو واحد من أربعة أبناء للزعيم الاشتراكي النمساوي فيكتور آدلر. اهتم فريدريك آدلر مبكرا بالعمل السياسي ولكن صحته المعتلة وميله للتطرف دفع بوالده إلى محاولة إبعاده عن العمل السياسي، وإرساله إلى زيورخ للدراسة الجامعية. درس الرياضيات والفيزياء في زيورخ وتخرج في عام 1902، وتزامل في تلك الفترة مع ألبرت آينشتاين ونافسه على مقعد التدريس في جامعة زيورخ عام 1909. بعد عدم تمكنه من نيل مقعد التدريس في زيورخ قطع آدلر نشاطه البحثي وعاد إلى العمل السياسي ليتولى تحرير مجلة حق الشعب (بالألمانية: Volksrecht) الاشتراكية السويسرية قبل أن يعود إلى فيينا عام 1911 لينخرط في العمل السياسي هناك.

## نشاطه السياسي في إمبراطورية النمسا-المجر

### في الحزب الاشتراكي الديمقراطي النمساوي قبيلالحرب العظمى
شغل لدى عودته إلى فيينا منصب سكرتير الحزب الاشتراكي الديمقراطي بالاشتراك مع أوتو باور، وتولى تحرير صحيفة الحزب النظرية «الكفاح» (بالألمانية: Der Kampf)، وتبنى في خضم الأزمة السياسية الأوروبية حول منطقة البلقان خطا معاديا للحرب وداعيا إلى الاشتراكيين إلى اتخاذ مواقف وخطوات أكثر جدية لمنع الحكومات من الانزلاق إليها. اختلف لدى اندلاع الحرب مع قيادات الاشتراكيين ومنهم والده فيكتور آدلر متهما إياهم بالتخاذل أمام الحكومة والتواطؤ معها، واستقال من مناصبه القيادية في الحزب، وهاجم بشدة صحيفة الحزب «جريدة العمال» (بالألمانية: Arbeiterzeitung) عندما نشرت في 1914 مقالا بعنوان «دقت ساعة الأمة الألمانية».

### اغتياله رئيس الحكومة النمساوية
موقف فريدريك آدلر الأقلوي وعزلته المتزايدة داخل الحزب دفعاه إلى الانتقال إلى الاحتجاج المسلح، حيث اغتال في 21 تشرين أول/أكتوبر 1916 رئيس الحكومة النمساوي كارل شتورغ (بالألمانية: Karl Stürgh)، وانتقدت صحف الحزب الاشتراكي العمل واعتبرت آدلر مختلا نفسيا، في حين تحولت محاكمة فريدريك آدلر إلى محاكمة سياسية وضح فيها آدلر في مرافعته موقفه الرافض للحرب والمدين للمسؤولين عن ويلاتها، والناقد لمواقف الحزب الاشتراكي تجاهها. حكم على فريدريك آدلر بالإعدام شنقا، وتم لاحقا تخفيف الحكم إلى السجن لثمانية عشر عاما، وأفرج عن آدلر في تشرين الثاني/نوفمبر 1918 بعفو خاص من القيصر كارل الأول الذي وقع على العفو قبل تنحيه وانتهاء النظام الملكي في النمسا.

## نشاطه السياسي في الجمهورية النمساوية

### بين الثورية والإصلاحية
تحول آدلر بعد الإفراج عنه في آواخر 2018 قبيل سقوط الملكية وإعلان الجمهورية في القسم الناطق بالألمانية من الامبراطورية (النمسا الحالية) إلى بطل شعبي اغتال رئيس حكومة الحرب وكان من أكثر الشخصيات تأثيرا في الحركة العمالية بعد وفاة والده فيكتور آدلر في نفس العام، وبلغت شعبيته الاتحاد السوفييتي حيث احتفل به بطلا أمميا وتقوقع قادته من آدلر أن يقود الاشتراكيين النمساويين نحو تولي السلطة وإقامة دكتاتورية البروليتاريا، وفي تشرين الثاني/نوفمبر 1918 زاره القائد الشيوعي الهنغاري بيلا كون الذي عد للتو من الاتحاد السوفييتي حاملا إليه رسالة من لينين تطلب منه ذلك، وهو ما رفضه آدلر رغم قيادته لمعارضة اليسارية داخل الحزب في أعوام الحرب. كما رفض آدلر الانضمام إلى الحزب الشيوعي النمساوي الذي أسسته مجموعة انشقت عن الحزب الاشتراكي بعد زيارة كون بقليل، معتبرا أن ضرورة انفصال اليسارعن الحزب الاشتراكي قد انتفت بتغير موقف الحزب من الحرب العظمى، وكذلك لتغير الظرف التاريخي إذ لم يشاطر آدلر القادة البلاشفة توقعاتهم بنشوب الثورات العمالية في أوروبا الغربية وبالتالي ضرورة تأسيس أحزاب ثورية تتبع النموذج البلشفي. موقف آدلر هذا كان حاسما في تحديد توجهات القطاع الأوسع من الطبقة العاملة. تصالح آدلر مع قادة الحزب الاشتراكي الديمقرطي وتولى مع أوتو باور قيادة المجالس العمالية، ونال عضوية البرلمان النمساوي في انتخابات شباط/فبراير 2019.

### تعطيل الثورة الشيوعية في النمسا
قامت الثورة الشيوعية في هنغاريا في آذار/مارس 2019 وأعلنت فيها دولة مجالس (سوفييتات) بقيادة بيلا كون ووجّهت نداءا إلى الرفاق النمساويين للثورة واستلام السلطة بدورهم والانضمام إلى هنغاريا في مقاومتها للتدخل العسكري الذي باشرت به دول الجوار. رفض آدلر القيام بعملية مشابهة في النمسا معتبرا لها ضربا من المغامرة، واستفاد الحزب الاشتراكي من شعبية آدلر في إبقاء موقف الشيوعيين الداعي إلى الاستيلاء على السلطة موقف أقلية. آدلر الذي دعاه الشيوعيون إلى قيادة انقلاب بلشفي في 15 حزيران/يونيه 2019 أعلم المجالس العمالية التي يسيطر عليها الاشتراكيون الديمقراطيون بالمخطط، ما أدى إلى فشله، أما حكومة بيلا كون في هنغاريا فظلت لوحدها في مواجهة الثورة المضادة والجيوش التشيكوسلوفاكية والرومانية وسقطت خلال بضعة أسابيع.

## آدلر والأممية الاشتراكية

### محاولة الوساطة بين الأممية الاشتراكية والأممية الشيوعية وتأسيس أممية العمال الاشتراكية
اتخذ آدلر موقفا وسطيا بين محاولات إحياء الأممية الثانية التي انهارت بفعل اندلاع الحرب العظمى، والأممية الثالثة (الشيوعية) التي تأسست في العام 1918 واشترطت بدايةً في عضويتها اتخاذ الأحزاب توجهات ثورية وسعيها للوصول إلى السلطة وإقامة حكم البروليتاريا. فمن ناحية اعتبر آدلر أن الأممية الثانية قد تجاوزها التاريخ وأن محاولة بعثها ببرامجها الإصلاحية التي تستثني البلاشفة باشتراطها التوجه الإصلاحي والالتزام بالديمقراطية البرلمانية، سيعمق الانشقاق في الحركة الاشتراكية، كما اختلف معها على المستوى النظري على ميل قادتها إلى خط المراجعة الماركسية الذي يتنازل عن هدف إنهاء اء الرأسمالية لصالح تحسين ظروف الطبقة العاملة في ظل الرأسمالية، ومن ناحية أخرى لم يشاطر آدلر الأممية الثالثة التوجهات الثورية والانقلابية وطالب بشكل من التسامح مع متطلبات كل دولة وظرف، واعتبر أنها فقدت مبرر وجودها بتراجع البلاشفة أنفسهم والأحزاب المتحالفة معهم عن تقديراتهم بقرب قيام الثورة العمالية في دول المركز الرأسمالي. حاول أدلر أن يوفق بين الأمميتين عبر تأسيس مجلسا عماليا عالميا عرف ب«الاتحاد الأممي للأحزاب الاشتراكية» أو «أممية فيينا»، الذي انضمت إليه بعض الأحزاب الأوروبية غير الراغبة بالعودة إلى الأممية الثانية (بسبب موقف الاشتراكيين الألمان في الحرب العظمى) أو الثالثة، لعدم اتفاق برامجها. جهد المجلس العمالي (الذي سماه لينين الأممية الثانية والنصف) في إعادة توحيد الأممية وأقام مؤتمرا تحضيريا في برلين عام 1922، وفشل هذا المؤتمر بسبب التباعد الكبير بين مواقف الطرفين وموقف البلاشقة العدائي من قيادات الأممية الثانية وأحزابها. بعد فشل مؤتمر برلين تصالحت «أممية فيينا» مع قيادة الأممية الثانية ودعى معها إلى المؤتمر الاشتراكي العالمي الذي انعقد في هامبورغ في أيار/مايو 1923 لتأسيس أممية العمال الاشتراكية التي تولى فريدريش آدلر سكرتاريتها حتى العام 1940. ذروة آدلر السياسية زعيما للأممية كانت مؤتمرها الذي انعقد في فيينا بالتزامن مع الألعاب الأولمبية العمالية حيث استعرض 753 مشاركا عن 36 حزبا اشتراكيا في شوارع فيينا التي ازدانت بالأعلام الحمراء، ليحيوا قيادات الأممية الاشتراكية المجتمعين على منصة أمام مبنى البرلمان النمساوي.

### أممية العمال الاشتراكية وعلاقة التحالف والصراع مع الأممية الشيوعية
إلى جانب مهامه الإدارية بصفته سكرتير الأممية الاشتراكية لعب آدلر دورا مهما في توجيه سياساتها وتحديد أولوياتها، محافظا على خط وسيط بين الالتزام بقضايا لنضال العمالي في غرب ونقد الرأسمالية والاستعمار، وونقد سياسات الاتحاد السوفييتي الاقتصادية والمجتمعية. هاجمت الأممية السياسات الاستعمارية فطالبت مثلا باستقلال بحق تقرير المصير لشعوب الهند الواقعة تحت الاستعمار البريطاني وطالبت باستقلال مصر والعراق وسورية، وعلى الرغم من حدة الخلاف مع الاتجاهات البلشفية وقفت الأممية الاشتراكية في صف الاتحاد السوفييتي ضد حرب التدخل وطالبت بالاعتراف به وضمه إلى عصبة الأمم وبرفع الحصار التجاري عنه.

على المستوى النظري اتخذ آدلر موقفا رافضا للبلشفية سواء في بنيتها الحزبية التنظيمية أو في سياساتها الاجتماعية والاقتصادية، وناقدا لشخصية ستالين وطرقه التي رآها ميكافيلية، وبخلاف زميله المفكر الاشتراكي أوتو باور الذي رأى أن خطط التصنيع التي قام بها ستالين تضع العناصر الأساسية لمجتمع اشتراكي، لم ير آدلر في خطط التصنيع السوفييتية طريقا نحو الاشتراكية، بل اعتبرها إعادة لإنتاج عملية المراكمة الرأسمالية التي جرت في أوروبا قبلها بقرن وبطرق لا تقل قسوة وتحت غطاء من الجوع وقمع الحريات.
«في أعوام شيوعية الحرب الأولى خدمت دكاتورية البروليتاريا في تدمير تحطيم الملكية الإقطاعية والقضاء على الطبقات الحاكمة في ذلك الوقت، واليوم لم يعد هناك من تخشاه. على الرغم من ذلك تواصل الدكتاتورية الحكم بنفس الشراسة والقسوة. ما هي وظيفتها الاجتماعية؟ هي وظيفة واحدة: إخضاع الطبقة العاملة وتحقيق التراكم الرأسمالي الأصلي بها، ولكي تكون قادرة على ذلك عليها أن تقمع أي تمرد يقوم به العمال ضد المهمة التي انيطت بهم»
على الرغم من الخلاف النظري تمسك آدلر بمطاب المحافظة على الاتحاد السوفييتي ومساندته واختلف في ذلك مع قادة تاريخيين في الأممية الاشتراكي مثل كارل كاوتسكي الذي ظل مقتنعا بإمكانية حصول ثورة عمال وفلاحين ضد الحكم البلشفي، في حين رأى آدلر أن ثورة كهده ستؤدي إلى صعود دكتاتورية «بيضاء» في البلد. آدلر ينادي بوحدة الصف العمالية ضد الرأسمالية والفاشية الصاعدة. موقف آدلر هذا في الاصطفافات الدولية، ضد المعسكر الرأسمالي، سيظهر لاحقا عام 1949 عندما أيدت قيادات الاشتراكيين في أوروبا دخول حلف الناتو وانتقدها آدلر بشدة. نداءات آدلر لإصلاح السياسة السوفييتية ولوحدة الصف العمالية ووجهت بتشكك الاشتراكيين بإمكانية العمل مع البلاشفة، وبالهجوم الحاد الذي شنته الأممية الشيوعية على الاشتراكية الديمقراطية حيث اعتبرتها في مؤتمرها السادس عام 1928 «العدو الرئيس»، وخرجت بطرح «الفاشية الاشتراكية»، أما في عام 1933، وفي آخر انتخابات برلمانية ألمانية قبل سقوط حكومة فايمر وصعود هتلر إلى السلطة، فقد اعتبر الحزب الشيوعي الألماني ان «كل صوت للإشتراكيين الديمقراطيين هو صوت لهتلر». ومع تصاعد القوى الفاشية في الثلاثينيات ظل آدلر ينادي بضرورة إقامة جبهة عمالية موحدة ضد الخطر الفاشي، داعيا الشيوعيين إلى مراجعة جدية لمواقفهم في مواجهة الخطر الداهم الذي يمثله استيلاء النازيين على السلطة. في نفس الوقت واجه آدلر معارضة داخل الأممية الاشتراكية نفسها حيث خرجت أصوات تشكك بإمكانية الثقة بستالين والعمل مع الأحزاب الشيوعية التي لا تعترف بالديمقراطية البرلمانية. في عام 1934 طرأت تحولات طفيفة في الموقف الشيوعي قادتها الحزب الشيوعي الفرنسي القلقة من صعود الفاشية في فرنسا وافقت على إثرها الأممية الشيوعية على التفاوض مع الاشتراكيين على إقامة الجبهة الموحدة. شهدت هذه المفاوضات عملية كر وفر بفعل تأثير موسكو الرافض لإقامة هذه الجبهة وإصرارها على مطلب دكتاتورية البروليتاريا تبعا للنموذج السوفييتي شرطا للوحدة، وانتهت هذه المرحلة عام 1936 بعد عملية الاعتقالات والتصفيات الواسعة التي شهدها الاتحاد السوفييتي وطالت من بين من طالت كامنييف وقيادات الأممية الشيوعية نفسها.

### أممية العمال الاشتراكية والحرب العالمية الثانية
فاقم خلاف الأممية الاشتراكية الداخلي حول العلاقة مع االاتحاد السوفييتي والموقف من الجبهة الموحدة اندلاع الحرب الاهلية الإسبانية في تموز/يوليه 1935 والخلاف على كيفية مواجهو التدخل الألماني النازي في الحرب، ومن ثم الموقف من اتفاق ميونخ بين هتلر وتشمبرلين وسؤال كيفية مقاومة التوسع النازي في أوروبا. هذا التباين في المواقف شل عمل الأممية وأدى إلى عجزها عن إصدار هيئتها التنفيذية عن إصدار بيان مشترك يدين اجتياح القوات النازية لتشيكوسلوفاكيا يوم 14 أيار/مايو 1939 عن اففي حين مال جناح يقوده الاشتراكيون الإنكليز إلى اتخاذ مواقف حدّية في مواجهة التوسع الألماني النازي، فضل الاشتراكيون في الدول المحيطة بألمانيا (بلجيكا، هولندا، الدول الاسكندنافية)، المتخوفون من هجوم نازي على بلادهم اتخاذ مواقف محايدة بداعي سحب الذرائع. هذا الوضع حدا بسكرتير الأممية آدلر ومعه رئيسها، الاشتراكي البلجيكي لويس دو بروكير، إلى الاستقالة من مناصبهما احتجاجا على ما اعتبراه تقاعس الأممية في مواجهة الخطر النازي. قارن آدلر انهيار الأممية الاشتراكية بانهيار الأممية الثانية عشية الحرب العالمية الأولى التي تفككت بآليات مشابهة، وعزاها إلى طبيعة الأحزاب الاشتراكية الديمقراطية التي تنزع في حالة الحرب إلى التحلل من الالتزامات الأممية واتخاذ مواقف محلية.
«لا شك أن محاولة إحياء الأممية التي كرّست لها جهودي قد فشلت مؤقتا، وأن الميول التي قادت إلى هزيمة الطبقة العاملة الساحقة عام 1914 مازالت تعود للظهور اليوم، وبصورة خطرة»
في التاسع من أيار/مايو فاجأ اجتياح القوات الألمانية النازية لبلجيكا آدلر وهو متواجد في باريس ولم يتمكن من العودة إلى مكان إقامته في بروكسل حيث داهم الألمان بيته ومقر مقر الأممية الاشتراكية وصادروا محتوياتهما، أما آدلر فتمكن وزوجته من مغادرة باريس قبيل سقوطها وتمكنا بعد رحلة عبر فرنسا وإسبانيا من الوصول إلى البرتغال. في لشبونة أمن اتحاد العمال الأمريكي لآدلر االأوراق اللازمة للجوء إلى الولايات المتحدة الأمريكية بصفته شخصا ملاحقا، وفي تشرين أول/أكتوبر من نفس العام وصل آدلر وزوجته نيويورك حيث أمضى سنوات الحرب.

## آدلر في أعوام الحرب العالمية الثانية
في نيويورك كرس آدلر الجزء الأكبر من جهوده في مساعدة اللاجئين الأوربيين المتكدسين في البرتغال وجنوب فرنسا في الوصول إلى الولايات المتحدة وفي تأمين المساعدات لهم فيها حيث كانت القوانين الأمريكية قبل دخول الولايات المتحدة الحرب في أواخر 1941 لا تسمح للاجئين الأوروبيين بالعملز أسس آدلر «مشروع الإغاثة العمالي» (بالإنجليزية: Labor Aid Project)‏ ووظف فيه أموال الحركة العمالية النمساوية التي كانت في عهدته وقد نجح في نقلها إلى الولايات المتحدة قبل اندلاع الحرب، وتعاون كذلك مع تجمعات نقابية أمريكية ومن لجان العمل اليهودية ومنظمات إغاثية أخرى.
سياسيا لم يتمكن آدلر من التأثير خارج إطار اللاجئين النمساويين، أما الاشتراكيين الديمقراطيين الأمريكيين فكانوا إلى جانب كونهم معدومي التأثير في السياسة الأمريكية يميلون إلى الانعزالية ورفض دخول أمريكا الحرب، وهو موقف اختلف معهم فيه إذ رأى أن الطبقة العاملة، بخلاف ما كان يتوجب عليها في الحرب العالمية الأولى، لا تستطيع أن تبقى محايدة في الحرب ضد الفاشية لأن انتصار الفاشية يعني القضاء النهائي على منظمات الطبقة العاملة.

### معارضته فصل النمسا عن ألمانيا
ازدادت عزلة آدلر السياسية حين اتخذ موقفا معارضاً لأهداف الحلفاء من الحرب، خاصة مقررات مؤتمر الحلفاء في موسكو عام 1943 الذي قرر إعادة فصل النمسا عن ألمانيا، وهو قرار أيدته لجنة العمل النمساوية (بالإنجليزية: Austrian Labor Commitee)‏. اعتبر آدلر هذا القرار مصادرة لحق الشعب النمساوي بتقرير المصير من ناحية، وتهربا للنمساويين من مشاركة الألمان في تحمل تبعات الحرب، ورأي أن ادعاء النمساويين أن النمسا كانت ضحية هتلر الأولى (عام 1938) غير صحيح، بل أنها كانت الطبقة العاملة الألمانية وآلاف الاشتراكيين والشيوعيين ومناهضي الفاشية الذين كانوا أوائل نزلاء معسكرات الإبادة. اعتبر آدلر أن الموقف النمساوي المصلحي يتنافى مع التزام الاشتراكيين الأخلاقي تجاه الألمانيا الأخرى، ألمانيا الاشتراكيين ومناهضي الفاشية. في نفس الوقت كان من الواضح ان لا جدوى معارضة قرار القوى العظمى فصل النمسا، وأن هذا القرار سيلقى قبولا في النمسا على أرضية مصلحية على الأقل.
«إنهم يزينون للنمساويين أن بإمكانهم الهرب جزئياً من البؤس الذي سيلم بالشعب الألماني بعد الحرب إذا تبرؤوا منه»... «قد يكون تأييد» الأمة«النمساوية للخصوصية الوطنية المطلقة مفيدا لزمن ما، ولكن هذا الخيار الذي اتخذ ليسهل الاستفادة من العلاقات الدولية يبدو لي غير لائق بماضي الاشتراكيين النمساويين ونضالهم الأممي. وأمام كل هذه الضلالات نؤكد ان قانون حركتنا لم يكن أبداً الخصوصية الوطنية النمساوية، بل كان دوماً الاشتراكية الأممية».
هذا الموقف جعل آدلر يقف، كما كان الأمر في الحرب العالمية الأولى، معزولاً في داخل الحزب الاشتراكي النمساوي الذي لم يدعه بحرارة إلى العودة إلى النمسا بعد الحرب. وبالفعل لم يعد آدلر إلى النمسا بعد الحرب، مبرراً ذلك بعدم رغبته في تعقيد الأمور للرفاق، الذين لا يتفق معهم على سياساتهم الحالية ولا يرغب بتحمل المسؤولية عنها. فضل الاستقرار في زيورخ ولم يزر فيينا حتى عام 1952 للمشاركة في احتفالات الحزب الاشتراكي النمساوي بمئوية والده مؤسس الحزب فيكتور آدلر.

## أعوامه الأخيرة
تفرغ آدلر في أعوامه الأخيرة في زيورخ لتصنيف ودراسة ونشر الأرشيف الضخم نسبيا الذي خلفه والده فيكتور آدلر ونشر بالفعل جزءا منه في مجلد من 700 صفحة، وشرع في كتابة سيرة فيكتور آدلر، وهو مشروع منعه اعتلال صحته من إكماله.

## مناصب
- عضو المجلس الوطني للنمسا
- سكرتير الأممية الاشتراكية من العام 1923 إلى العام 1940[22]
- رئيس «مشروع الإغاثة العمالي» (بالإنجليزية: Labor Aid Project)‏ في نيويورك في أعوام الحرب العالمية الأولى

## وفاته
توفي فريدريش آدلر في زيورخ في الثاني من كانون الثاني/يناير 1960، ودفن رماده في مقبرة فيينا المركزية إلى جوار رفات والده فيكتور آدلر في ضريح مؤسسي الاشتراكية الديمقراطية النمساوية الذي يضم كذلك رفات كارل ستايس وأوتو باور وإنغلبيرت بيرنستورفر وزوجاتهم.

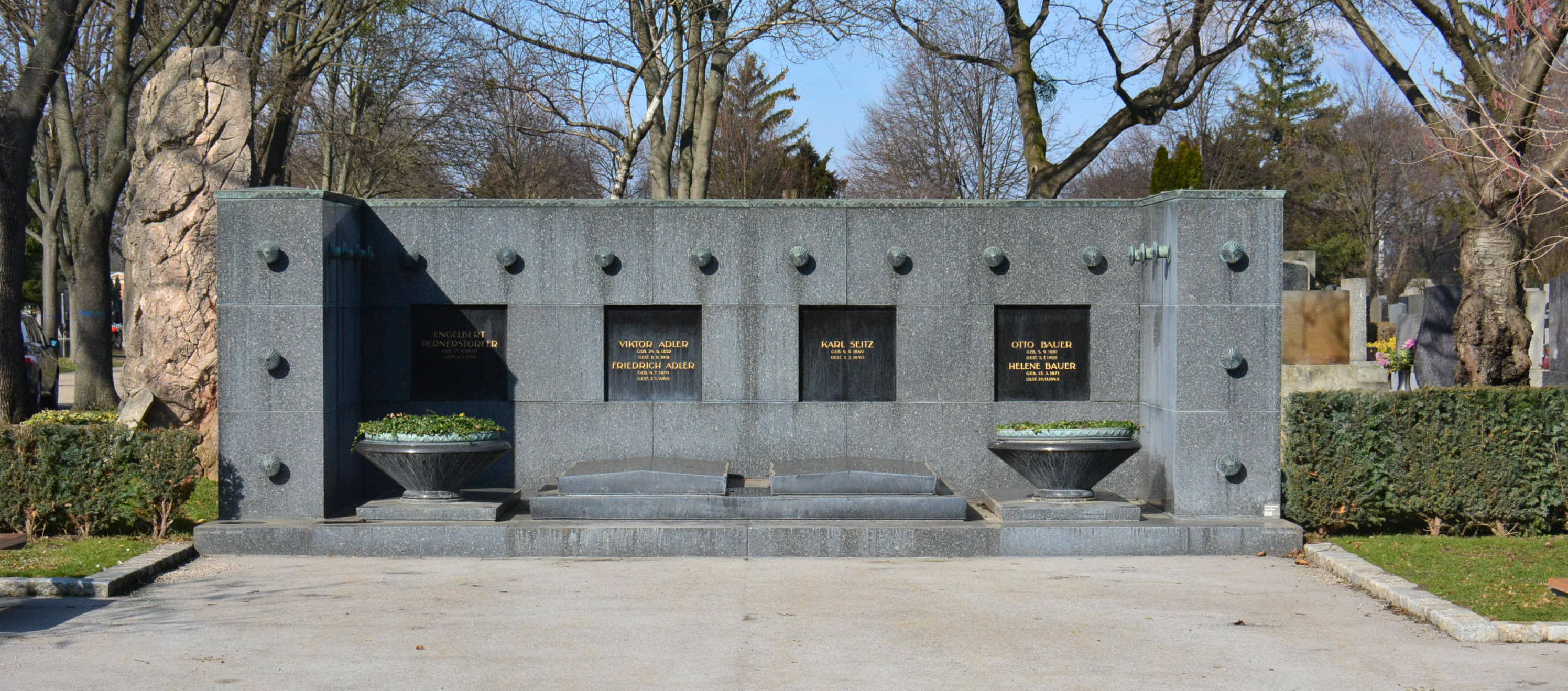
ضريح مؤسسي الاشتراكية الديمقراطية النمساوية في مقبرة فيينا المركزية

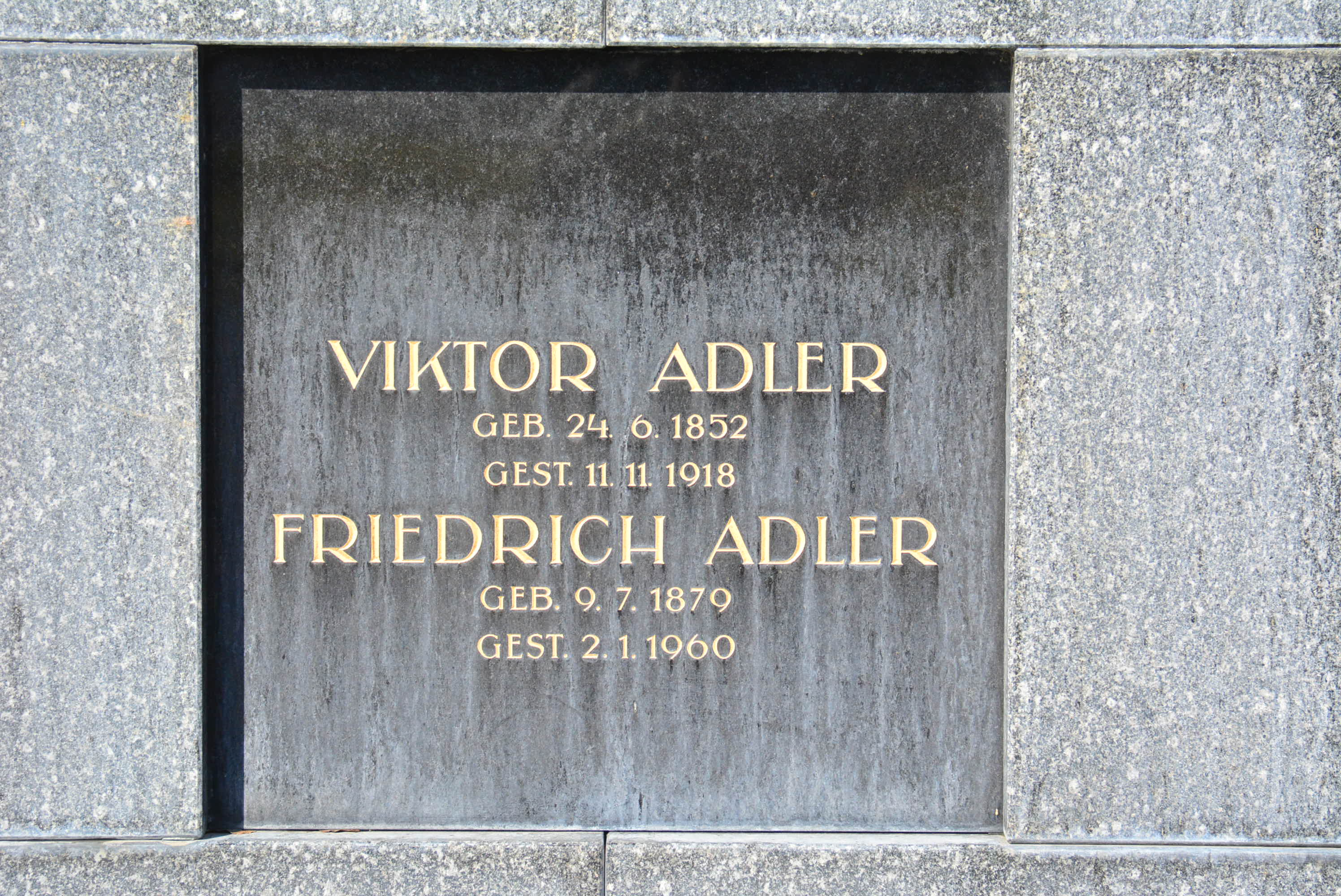
لوحة ضريح فيكتور وفريدريش آدلر